# Xan das Bolas
Xan das Bolas, né à La Corogne le 30 octobre 1908 et mort à Villarrobledo le 13 octobre 1977 , est un acteur espagnol.

## Filmographie partielle
- 1954 : Malvaloca de Ramón Torrado
- 1955 : Nuit d'orage de Jaime de Mayora et Marcel Jauniaux
- 1959 : Le Lion de Babylone de Johannes Kai et Ramón Torrado
- 1960 : Le Gosse au million (The Boy Who Stole a Million) de Charles Crichton
- 1962 : Deux contre tous d'Alberto De Martino et Antonio Momplet
- 1962 : Dulcinée (Dulcinea) de Vicente Escrivá
- 1962 : La venganza de Don Mendo de Fernando Fernán Gómez
- 1963 : Le Signe de Zorro de Mario Caiano
- 1963 : Le Bourreau de Luis García Berlanga
- 1964 : Échappement libre de Jean Becker
- 1965 : Amador de Francisco Regueiro
- 1967 : Deux Croix pour un implacable de Rafael Romero Marchent
- 1967 : Clint, l'homme de la vallée sauvage d'Alfonso Balcázar
- 1968 : Un par un... sans pitié de Rafael Romero Marchent
- 1969 : Garringo de Rafael Romero Marchent : télégraphiste
- 1971 : Boulevard du rhum de Robert Enrico
- 1971 : La Folie des grandeurs de Gérard Oury
- 1972 : Peu de secondes pour dire amen (Condenados a vivir) de Joaquín Luis Romero Marchent